# Ouvrage d’infanterie de Marival
L’Infanterie-Werk Marival, rebaptisé ouvrage d’infanterie Marival après 1919, est un ouvrage militaire situé près de Metz. Il fait partie de la seconde ceinture fortifiée des forts de Metz et connut son baptême du feu, fin 1944, lors de la bataille de Metz.

## Contexte historique
Pendant l’Annexion, Metz, dont la garnison allemande oscille entre 15 000 et 20 000 hommes au début de la période et dépasse 25 000 hommes avant la Première Guerre mondiale, devient progressivement la première place forte du Reich allemand. L’Infanterie-Werk Marival complète la seconde ceinture fortifiée de Metz composée des Festen Wagner (1904-1912), Kronprinz (1899 - 1905), Leipzig (1907-1912), Kaiserin (1899-1905), Lothringen (1899-1905), Freiherr von der Goltz (1907-1916), Haeseler (1899-1905), Prinz Regent Luitpold (1907-1914). À partir de 1899, le plan Schlieffen de l’état-major allemand conçut les fortifications de la Moselstellung, entre Metz et Thionville, comme un verrou destiné à bloquer l’avance éventuelle des troupes françaises en cas de conflit. Ce concept de ligne fortifiée sur la Moselle constituait une innovation significative par rapport au système Séré de Rivières développé par les Français. Il inspirera plus tard les ingénieurs de la ligne Maginot.

## Construction et aménagements
L’Infanterie-Werk Marival a été construit de 1912 à 1916, entre les forts Driant et Jeanne-d’Arc. En 1916, les travaux cessèrent et l’ouvrage resta inachevé. Tirant les enseignements de la construction des premières Festen, l’ouvrage a été construit en tirant parti du relief pentu du site, pour se fondre dans le paysage. Il se compose d’une caserne, laissée inachevée, et de trois casemates de flanquement, l’une pour 2 canons de 77 mm et dotée d’un observatoire cuirassé, les deux autres pour mitrailleuses.

## Affectations successives
À partir de 1890, la relève dans les forts est assurée par les troupes du XVIe Corps d’Armée stationnées à Metz et à Thionville. En 1919, le fort est de nouveau occupé par l’armée française. Début septembre 1944, au début de la bataille de Metz, le commandement allemand l’intègre au dispositif défensif mis en place autour de Metz.

## Seconde Guerre mondiale
Le 2 septembre 1944, Metz est déclarée forteresse du Reich par Hitler. La place forte doit donc être défendue jusqu’à la dernière extrémité par les troupes allemandes, dont les chefs ont tous prêté serment au Führer. Le lendemain, 3 septembre 1944, le général Krause, alors commandant de la place forte de Metz, établit son Oberkommando, le poste de commandement principal, dans la caserne du fort Alvensleben. Le jour même, les troupes du général Krause prennent position sur une ligne allant de Pagny-sur-Moselle à Mondelange, en passant à l’ouest de Metz par Chambley, Mars-la-Tour, Jarny et Briey.
Après un premier repli opéré le 6 septembre 1944 sur Saint-privat et Amanvillers, les lignes allemandes s’appuient maintenant solidement sur les forts du secteur, en particulier sur le groupe fortifié Lorraine, ou Feste Lothringen, et sur les positions fortifiées des carrières d’Amanvillers, ou Steinbruch-Stellung, Kellermann, ou Wolfsberg-Stellung, Richepance, ou Batterie Vemont et Canrobert, ou Horimont-Stellung. Le secteur d’Amanvillers - Saint-Privat est alors tenu par les hommes du Sicherungs-Regiment 1010 du colonel Richter, un régiment récemment intégré à la 462e Infanterie-Division de Metz. Mais l’offensive américaine, lancée le 7 septembre 1944 sur la ligne ouest des forts de Metz tourne court. Fin septembre 1944, les troupes américaines s’arrêtent finalement sur la Moselle, malgré la prise de deux têtes de ponts au sud de Metz. Buttant contre des forts mieux défendus que prévu, les troupes américaines sont maintenant à bout de souffle. Le général McLain, en accord avec le général Walker, décide de suspendre les attaques, en attendant de nouveaux plans de l’état-major de la 90e Infantry Division.
Lorsque les hostilités reprennent en novembre 1944, après un mois pluvieux, les soldats de la 462e Volks-Grenadier-Division tiennent toujours solidement les forts de Metz, même si les ravitaillements se font plus difficilement, sous les tirs d’artillerie et des bombardements fréquents. Le 9 novembre 1944, en guise de prélude à l’offensive sur la cité messine, l'Air Force envoie pas moins de 1 299 bombardiers lourds, B-17 et B-24, déverser 3 753 tonnes de bombes, de 1 000 à 2 000 livres, sur les ouvrages fortifiés et les points stratégiques situés dans la zone de combat de la IIIe armée. La plupart des bombardiers ayant largué leurs bombes sans visibilité, à plus de 20 000 pieds, les objectifs militaires sont souvent manqués. À Metz, les 689 chargements de bombes destinés à frapper sept groupes fortifiés de Metz, désignés comme des cibles prioritaires, ne font que des dégâts collatéraux, prouvant une fois de plus l’inadéquation des bombardements massifs sur des objectifs militaires.
Mi-novembre 1944, les XIIe et XXe corps d’armée américains tentent de prendre les fortifications de Metz en tenaille. La 95e division d’infanterie doit centrer son effort sur le front ouest de Metz, alors que la 5e division doit déborder les lignes allemandes, au nord et au sud. La 95e division d’infanterie américaine donne l’assaut sur le point le plus faible du dispositif défensif, une série de sept points d’appui d’artillerie, les « Seven Dwarve », s’égrenant au fil du relief entre le fort Jeanne-d’Arc et le fort François de Guise. À l’aube du 14 novembre, les obusiers de 105 mm du 359e Field Artillery Battalion ouvrent le feu sur le secteur situé de part et d’autre du groupe fortifié Jeanne-d’Arc, entre le fort François-de-Guise et le fort Driant, afin d’ouvrir la voie au 379e Infantry regiment, dont l’objectif est d’atteindre la Moselle. L’attaque se concentre sur le groupe fortifié Jeanne-d’Arc, qui finit par être encerclé par les troupes américaines. Après deux contre-attaques meurtrières, les hommes du Major Voss, appartenant à la 462e Volks-Grenadier-Division, se replient bientôt sur le groupe fortifié. Ils n’en sortiront plus. Pour le commandant du fort Jeanne-d’Arc, le constat est amer: les pertes sont lourdes et n’ont pas empêché les Américains d’atteindre la Moselle. Pendant ce temps, au sud du groupe fortifié Jeanne-d’Arc, le 1er bataillon du 379e Infantry regiment attaque les ouvrages de Jussy-Nord, Jussy-Sud et Saint-Hubert. Défendus chacun par une poignée de soldats du 462e Volks-Grenadier-Division, ils sont pris vers 14h00. Deux heures plus tard, le 1er bataillon réussit à prendre l’ouvrage d’infanterie de Bois-la-Dame, tenu par une section allemande, malgré une contre-attaque vigoureuse et des tirs soutenus venant du fort Driant. Au soir du 14 novembre, les ouvrages des Seven Dwarfs, appelés ainsi pour les distinguer des grands groupes fortifiés, sont aux mains des Américains. Le groupe fortifié Jeanne-d’Arc, encerclé mais non neutralisé, coupe maintenant la ligne de ravitaillement des soldats américains situés en première ligne. Un parachutage aérien doit donc ravitailler les hommes en munitions et vivres.
Alors que l’armée américaine réussit à passer la Moselle le 18 novembre 1944, elle est contrainte de garder des forces en arrière, afin de neutraliser les éléments de la 462e Volksgrenadier division encore retranchés dans le groupe fortifié Jeanne-d’Arc et dans les forts alentour. Dans la nuit du 23 novembre 1944, peu avant minuit, les derniers détachements du 379e Infantry Regiment se retirent de la Ferme de Moscou, de la Ferme St-Hubert, du bunker au sud du Fort de Guise et du groupe fortifié François-de-Guise, laissant place à des troupes fraîches de la 5e Infantry Division. L'ouvrage d'infanterie de Marival, tenu encore par une cinquantaine d’hommes de la 462e Volks-Grenadier-Division, mais totalement isolé, doit finalement se rendre le 26 novembre 1944.
Le fort Jeanne-d’Arc fut le dernier des forts de Metz à déposer les armes, le 13 décembre 1944. La résistance allemande, déterminée, les intempéries et les inondations, inopportunes, ainsi qu’une tendance générale à mésestimer la puissance de feu des fortifications de Metz, ont contribué à ralentir l’offensive américaine, donnant l’occasion à l’armée allemande de se retirer en bon ordre vers la Sarre. L’objectif de l’état-major allemand, qui était de gagner du temps en fixant le plus longtemps possible les troupes américaines en avant de la ligne Siegfried, sera donc largement atteint.